# Centella lasiophylla
Centella lasiophylla är en flockblommig växtart som beskrevs av Robert Stephen Adamson. Centella lasiophylla ingår i släktet centellor, och familjen flockblommiga växter. Inga underarter finns listade i Catalogue of Life.